# Jon Runyan Jr.
Jon Daniel Runyan Jr. (Houston, 8 agosto 1997) è un giocatore di football americano statunitense che milita nel ruolo di offensive guard per i New York Giants della National Football League (NFL).

## Carriera

### Green Bay Packers
Runyan al college giocò a football a Michigan dal 2016 al 2019 venendo venendo inserito due volte nella formazione ideale della Big Ten Conference. Fu scelto dai Green Bay Packers nel corso del sesto giro (192º assoluto) del Draft NFL 2020. Debuttò come professionista scendendo in campo nel primo turno contro i Minnesota Vikings dopo che il titolare Lane Taylor e la sua riserva Lucas Patrick si infortunarono. La sua stagione da rookie si chiuse disputando tutte le 16 partite, nessuna delle quali come titolare.

### New York Giants
Il 14 marzo 2024 Runyan firmò un contratto triennale del valore di 30 milioni di dollari con i New York Giants.

## Famiglia
È figlio dell'ex giocatore NFL e membro del Congresso Jon Runyan.